# Al Tango
Al Tango – zespół muzyczny wykonujący tango argentyńskie koncertowe i taneczne, tango piosenkę, pieśń i tango milonga.

## Historia
Zespół al Tango powstał w 2004 r. Jego założycielem jest Paweł Wawrzyk, menedżer zespołu i pomysłodawca programów koncertowych, od wielu lat fascynujący się muzyką i tańcem tango.
Członkowie zespołu al Tango to studenci i absolwenci Akademii Muzycznej im. F. Chopina w Warszawie:
- Piotr Rafałko – śpiew
- Christian Danowicz – skrzypce
- Jarosław Kutera – akordeon
- Marcin Maciejewski – kontrabas
- Tomasz Pawłowski – fortepian
- Robert Morawski – fortepian

## Styl
Zespół wykonuje tango w formach koncertowych i/lub tanecznych: tango salon, milonga, tango-walc, tango-pieśń, w aranżacjach wokalnych i instrumentalnych. Pełne dynamizmu tanga w wykonaniu zespołu, podczas milong – tangowych wieczorów tanecznych – porywają wszystkich tangueros do ekspresyjnego tańca.
Al Tango czerpie inspirację z bogatej światowej tradycji tanga. Większość wykonywanych przez zespół utworów pochodzi z okresu Złotej Ery tanga (1920–1940), ale al Tango posiada w repertuarze również utwory powstające współcześnie oraz komponowane na zamówienie zespołu.
Styl muzyczny al Tango to połączenie nostalgii obecnej w tangach wykonywanych przez orkiestry Osvaldo Pugliese czy Aníbala Troilo, romantyzmu Jerzego Petersburskiego oraz buntu i niepokoju Astora Piazzolli ze współczesną nutą ironii.

## Dyskografia
- Płyta CD – Tanga świata nagrana w 2006 roku.

Tanga świata to 19 oryginalnych tang śpiewanych przez wokalistę Piotra Rafałko w dwunastu językach: polskim, hiszpańskim, rosyjskim, niemieckim, tureckim, francuskim, fińskim, jidysz, słowackim, rumuńskim, włoskim i czeskim.

## Osiągnięcia
Zespół al Tango debiutował w czerwcu 2004 koncertem z okazji Pięciolecia Warszawskiej Milongi. Wystąpił na wielu koncertach w salach koncertowych, teatrach, klubach, na imprezach plenerowych oraz tanecznych organizowanych kluby miłośników tanga argentyńskiego.
Ważniejsze koncerty zespołu al Tango:
- Filharmonia Łódzka im. A.Rubinsteina – luty 2008
- Kijów – Dni Warszawy – listopad 2007
- III Międzynarodowy Festiwal Tanga Argentyńskiego w Warszawie 2007
- koncert w Pałacu Książąt Radziwiłłów w Antoninie 2007,
- 61. Festiwal Chopinowski w Dusznikach-Zdroju 2006,
- II Ogólnopolski Festiwal Piosenki Retro w Krakowie 2005 – zespół al Tango został uhonorowany nagrodą Złotego Liścia,
- I Międzynarodowy Festiwal Tanga Argentyńskiego w Łodzi,
- III Festiwal Kultury Iberoamerykańskiej w Warszawie,
- II Międzynarodowy Festiwal Muzyczny „Costrinella”,
- XXII Festiwal Muzyki Organowej i Kameralnej w Słupsku.

Latem 2005 zespół al Tango dał cykl koncertów z towarzyszeniem Warszawskiej Orkiestry Młodych Sinfonia Artis. Koncerty wzbudziły ogromny aplauz publiczności. W specjalnie przygotowanym repertuarze znalazły się takie tanga jak: „La cumparsita”, „Caminito”, „To ostatnia niedziela”, „Tango milonga”, „Chitarra Romana”, „Ich Küsse Ihre Hand Madame”, „Jesienne tango”, „Przytul, uściśnij, pocałuj…”, „Счастье моё”, „Taquito militar”, „El Tango De Roxanne (Le Tango du Moulin Rouge)”.
W roku 2005 zespół gościł także w radio i telewizji. Wystąpił na koncercie z transmisją na żywo w Radiu Białystok, audycji „Nokturn” Programu II Radia Polskiego, w programie telewizyjnym „Kawa czy herbata”.